# Laboratorijska kritična vrednost
Laboratorijska kritična vrednost ili alarmantna vrednost laboratorijskih rezultata predstavlja laboratorijski rezultat koji ukazuje na opasnost po život pacijenta ukoliko se ne preduzmu određene terapijske mere ili intervencije koje su u tom slučaju moguće. 
Kritične vrednosti mogu biti nenormalno visoki ili nenormalno niski rezultati, koji zahtevaju neodložno obaveštavanje lekara i njegovu hitnu intervenciju.

## Istorija
Termin laboratorijska kritična vrednost prvi je uveo George D. Lundberg pre više od pola veka, kada je započeo implementaciju prvog formalnog sistema za komunikaciju kritičnih rezultata u patologiji u Medicinskom centru okruga Los Anđeles, Univerzitet Južne Karoline. Lundberg. Tada je skovao termin „kritični rezultat“ koji je trebalo da označi rezultat laboratorijskog testa koji predstavlja patofiziološko stanje toliko abnormalno da je opasno po život ako se brzo ne preduzme moguća efikasna akcija.
Ubrzo je sastavljena kratka lista kritičnih granica (gornjih i/ili donjih pragova za test van kojih bi rezultat bio kritičan) i kako bi laboratorijski tehničar mogao da prepozna kritični rezultat, a laboratorija postala  odgovorna da ga hitno i lično saopšti lekaru odgovornom za pacijenta. Iako ova lista prvobitno nije objavljen u recenziranom časopisu, sistem kritičnih rezultata je brzo od praktičara prihvaćen. Nakon što je sistem kritičnih rezultata široko primenjen za veoma kratko vreme, on je ubrzo je postao i zahtev za akreditaciju laboratorije.
Lundberg tvrdi da je brzi uspeh njegovog sistema kritičnih rezultata uglavnom bio posledica početne kritične liste koja je sadržala samo granice koje su očigledno bile opasne po život. Nakon toga, Lundberg je predložio da laboratorije takođe treba da imaju sistem za komunikaciju važnih (prema njegovoj terminologiji „vitalnih“), ali manje hitno prijavljivih rezultata.

## Značaj
Laboratorijske kritične vrednosti imaju veliki značaj za;
- dijagnostiku,
- terapiju,
- praćenje efekata lečenja i
- prognozu bolesti.

U tom smislu  laboratorijska kritična vrednost  predstavlja značajnu kariku u lancu kako bi se proces brige o pacijentu ispoštovao i uključili terapeutski procesi i intervencije za dobrobit pacijenta.
Prema tome laboratorija ima ključnu ulogu u osiguravanju bezbednosti pacijenata, zbog neophodnosti izveštavanja o kritičnim vrednostima. A blagovremeno izveštavanje o kritičnim vrednostima je od bitnog značaja za optimalnu kliničku negu pacijenata.
Neuspeh adekvatnog izveštavanja i međusobne komuniciranja o laboratorijskim kritičnim vrednostima može direktno biti potencijalni uzrok štetnih posledica po zdravlje pacijenta. U tom smislu...njihova harmonizacija dobija na značaju i o tome se sve više vodi računa kao ključnom pitanju u obezbeđivanju brige o pacijentu i minimiziranju mogućih neželjenih posledica po zdravlje pacijenta.
Ograničenja
Veliko smanjenje vremena provedenog u obaveštenju o kritičnim vrednostima ne može se desiti: sve dok se:
- sve dok se:automatizovani sistemi ne koriste na  bolji način,

- sve dok razumevanje važnosti politike kritične vrednosti ne ostane imperativ u radu svih onih čije akcije utiču na uspešnost lečenje pacijenta.[5]

## Opšta razmatranja
Izveštaji o kritičnim rezultatima, ili o kritičnim vrednostima su uključeni u listu konsenzusa indikatora kvaliteta međunarodne federacije za kliničku hemiju i laboratorijsku medicinu i radne grupe za laboratorijske greške i bezbednost pacijenata (IFCC LEPS), i oni u okviru indikatora kvaliteta imaju visok prioritet za evaluaciju i monitoring nastanka postanalitičkih grešaka, odnosno postanalitičkih indikatora kvaliteta.
Svaki nalaz, u cilju jednostavnije  i brže interpretacije, ima boldovane vrednosti koje otstupaju od referentnog opsega,
Ukoliko klinički biohemičar proceni da je rezultat alarmantan on mora odmah da kontaktira ili lekara pacijenata ili njega lično, sa obaveznom preporukom da se hitno javi svom lekaru.
Evidencija o kritičnim vrednostima, ili alarmantnim vrednostima postoji u SLIS-u ili pisanom obliku za svaki parametar i svakog pacijenta ponaosob sa vrednostima prema preporukama GLP.

## Postupak prijavljivanja
Laboratorijska kritična vrednost treba biti prijavljene prema sledećem protokolu:
Kritična vrednost treba potvrditi u skladu sa protokolom specifičnim za testiranje
Za neke testove, laboratorijski računar će se proveriti da li je u protekla dva dana prijavljena slična nepravilna vrednost, ponovljena kritična vrednost neće se tretirati kao hitan slučaj i biće prijavljena u skladu sa standardnim protokolom (neće se odmah pozvati lekar). Rezultati koji su poništeni neadekvatnim uzorkom (niska glukoza u crvenoj cevi tokom 4 sata; kalijum u hemoliziranom uzorku) neće biti prijavljeni kao kritična vrednost. Ovi testovi će se snimiti sa odgovarajućim komentarom u laboratorijskom kompjuteru.
Rezultat kritičnog testa se odmah prijavljuje
Laboratorija je dužna da obavesti lekara u roku od 5 minuta od vremena potvrđenog kritičnog rezultata. Odstupanja će se pratiti po potrebi.
Odgovorni lekar, stacionarna bolnica ili privatna ordinacija, treba biti odmah obaveštena o rezultatima
Ako dobavljač analiza nije dostupan, medicinskoj sestri ili drugom odgovornom licu, iz ustanove u kojoj radi taj lekar, može se dati rezultat, koji treba to lice da blagovremenog dostavi lekaru uz navođenje sledećih napomena: 
- Dajte rezultat (i) i zatražite ponovno čitanje „onoga što je zapisano” i dokumentujet u LIS-u.
- Ako se rezultati ne daju direktno (medicinska sestra ili nosilac), mora potvrdite da je primalac koji shvata ozbiljnost rezultata i da će ga dostaviti lekaru u roku od 15 minuta.

Dostavljanje kritični rezultata nakon nekoliko sati
Ako kancelarija ustanove nije otvorena stalno, on-call, ona mora angažovati odgovarajuću službu za prijem rezultata od pošiljaoca rezultat koja mora biti dostupna 24 časa, i koja će preuzeti sve aktivnosti i odgovornost za prijem i dostavu rezultata testa nadležnom lekaru.

## Vrednosti pojedinih analiza koje se smatraju kritičnim

### Biohemijske analize
| Parametar                         | Kritična vrednost     | Referentna vrednost                                   | Napomena |
| --------------------------------- | --------------------- | ----------------------------------------------------- | --- |
| ALT (alanin aminotransferaza)     | > 1000 U/L            | m: 10 - 55 U/L ž: 10 - 35 U/L                         | Povišene vrednosti ukazuju na virusni hepatitis, infektivnu žuticu (hepatitis A), mononukleozu, na akutno oštećenje jetre, najčešće izazvano terapijom antibioticima, unosom gaziranih pića, sokova, bolesti pankreasa (akutni i hronični pancreatitis i karcinom) i kod masivnog infarkta. |
| AST (aspartat aminotransferaza)   | >1000 U/L             | m: 10 - 50 U/L ž: 10 - 35 U/L                         | Povišene vrednosti AST-a su prisutne kod bolesti jetre, infarkta miokarda, mišićne distrofije, izrazito su visoke vrednosti kod virusnog hepatitisa i u akutnom toksičnom hepatitisu, kod opstruktivnog ikterusa, ciroze jetre, aktivnog hroničnog hepatitisa                               |
| Bilirubin                         | > 257 µmol/L          | tot: 2 - 21 µmol/L dir: < 5 µmol/L                    | Hepatobilijarna bolest uzrokovana uglavnom hepatotropnim virusima i prema tome infektivnog porekla sa rizikom infekcije |
| Kreatinin                         | > 654 µmol/L          | m: 74 - 124 µmol/L ž: 53 - 106 µmol/L                 | Akutna insuficijencija bubrega, npr. u višestrukom otkazivanju organa ili sepsi |
| CK (kreatin-kinaza)               | > 1000 U/L            | m: 52 - 200 U/L ž: 38 - 150 U/L                       | Povišene vrednosti su prisutne kod mišićne distrofije, operativnih zahvata, višestrukih trauma i infarkta miokarda |
| Laktat                            | > 5.0 mmol/L          | 0.5 - 2.2 mmol/L                                      | Hiperlaktatemija tipa A uzrokovana neadekvatnim snabdevanjem kiseonika ka tkivima. Piruvat se više ne metaboliše oksidacijom već redukcijom |
| LDH (laktat-dehidrogenaza)        | > 500 U/L             | 220 - 460 U/L                                         | Zavisno od populacije |
| Lipaza                            | > 700 U/L             | < 60 U/L                                              | Akutni pankreatitis |
| Troponin                          | > 0.1 µg/L            | < 0.01 µg/L                                           | Infarkt miokarda ili nestabilna angina pektoris |
| Mioglobin                         | > 110 µg/L            | m: 16 - 76 µg/L ž: 7 - 64 µg/L                        | Sumnja na infarkt miokarda kod bolesnika sa anginom pektoris |
| Acidum uricum (mokraćna kiselina) | > 773 µmol/L          | m: 210 - 460 µmol/L ž: 150 - 400 µmol/L               | Akutna uratna nefropatija sa tubularnom blokadom i insuficijencijom bubrega |
| Urea                              | > 35.6 mmol/L         | 2.5 - 8.3 mmol/L                                      | Akutna insuficijencija bubrega; za razlikovanje prerenalne od postrenalne insuficijencije, postoji nesrazmerno povećanje uree u poreĎenju sa kreatininom u serumu |
| Etanol                            | > 3.5 g/L (76 mmol/L) | < 10 mg/dL (2.17 mmol/L)                              | Koncentracije alkohola u krvi od 3-4 g/L mogu biti smrtonosne |
| Glukoza                           | < 2.5 mmol/L          | odrasli: 3.89 – 6.10 mmol/l deca : 3.33 - 5.55 mmol/l | Neuroglikopenični simptomi - slabljenje kognitivnih funkcija do gubitka svesti |
| Glukoza                           | > 27.8 mmol/L         | odrasli: 3.89 – 6.10 mmol/l deca : 3.33 - 5.55 mmol/l | Dijabetična koma; osmotska diureza; dijabetična ketoacidoza (beta-hidroksibutirat >5 mmol/L, standardni bikarbonati <10 mmol/L) |

### Hematološke analize
| Parametar                                           | Kritična vrednost             | Referentna vrednost                                                                    | Napomena |
| --------------------------------------------------- | ----------------------------- | -------------------------------------------------------------------------------------- | --- |
| Hematokrit - HCT                                    | < 0,180 (L/L) > 0,610 (L/L)   | m: 0,40 - 0,52 (L/L) ž: 0,35 – 0,47(L/L) m: 0,40 - 0,52 (L/L) ž: 0,35 – 0,47 (L/L)     | Odgovara koncentraciji hemoglobina od < 60 g/L. snabdevanje miokarda kiseonikom je neadekvatno Hiperviskoznost krvi, otpor cirkulacije je visok, opasnost od cardiac aresta                                              |
| Hemoglobin - HGB                                    | < 66 g/L > 199 g/L            | m: 140 - 175 g/L ž: 120 - 153 g/L m: 140 - 175 g/L ž: 120 - 153 g/L                    | Snabdevanje miokarda kiseonikom je neadekvatno Odgovara hematokritu od 0.610; sindrom hiperviskoznosti |
| Broj eritrocita                                     | < 2,5 x 1012/L > 7,0 x 1012/L | m: 4,5 -,6,3 x 1012/L ž: 3,5 - 5,5 x 1012/L m: 4,5 -6,3 x 1012/L ž: 3,5 - 5,5 x 1012/L | Različite vrste anemija, neadekvatno snabdevanje tkiva kiseonikom, učestali zamor organizma Policitemija, sindrom hiperviskoznosti Parametar Krit                                                                        |
| Broj leukocita                                      | < 2 x 109/L > 50 x 109 /L     | 4,4 - 11.3 x109/L                                                                      | Visok rizik od infekcije, ako je broj granulocita 0.5 x 109/L Leukemoidna reakcija npr. u sepsi ili leukemiji |
| Broj trombocita                                     | < 20 x 109/L > 1.000 x 109/L  | 150 - 400 x 109/L                                                                      | Rizik od krvarenja. Isključiti pseudotrombocitopeniju koju izaziva EDTA kao antikoagulans Odgovara hematokritu od 0,610; sindrom hiperviskoznosti                                                                        |
| Fibrinogen                                          | < 0,8 g/L                     | 2,0 - 4,0 g/L                                                                          | Rizik od krvarenja |
| Fibrin - monomeri                                   | Pozitivni                     | Negativni                                                                              | Potrošna koagulopatija u diseminovanoj intravaskularnoj koagulaciji, sepsi, šoku, višestrukim povredama, akutnom pankreatitisu i komplikacijama kod poroĎaja                                                             |
| aPTT (Aktivirano parcijalno tromboplastinsko vreme) | > 75 s\|                      | 25 - 42 s                                                                              | Nedostatak ili neaktivnost faktora VIII, IX ili XII, s rizikom od krvarenja |
| Antitrombin III                                     | < 0,50                        | 0,80 - 1,30                                                                            | Značajan nedostatak inhibitora, koji kod bolesnika sa povećanom prokoagulantnom aktivnošću predstavlja visok rizik od tromboembolijskih komplikacija                                                                     |
| D - dimeri                                          | Pozitivni cut-off < 160 µg/L  | Negativni                                                                              | DIK-diseminovana intravaskularna koagulacija, Faza II-dekompenzovana aktivacija sistema hemostaze, ili faza III –potpuno izražen DIK                                                                                     |
| PT (Protombinsko vreme)                             | > 40 s (< 0.15) INR > 4,0     | 12–16 s INR: 0,9 – 1,3 INR veštačke valvule 2.5-3.5                                    | Smanjenje faktora zavisnih od vitamina K, II, VII i X ili faktora V. Poremećaji u sintezi kod osoba koje primaju kumarinsku terapiju postoji rizik od krvarenja ako je PT < 15% (< 0,15) - što grubo odgovara INR od >,4 |

### Elektrolitski status
| Parametar                  | Kritična vrednost           | Referentna vrednost                   | Napomena |
| -------------------------- | --------------------------- | ------------------------------------- | --- |
| Amonijak - NH3             | > 59 µmol/L                 | < 30 µmol/L                           | Rizik od hepatične encefalopatije |
| Amonijum jon NH4+          | > 59 µmol/L                 | m: < 55 µmol/L ž: < 48 µmol/L         | Rizik od hepatične encefalopatije |
| P (neorganski fosfor)      | < 0.32 mmol/L > 2.90 mmol/L | 0.80 - 1.55 mmol/L 0.80 - 1.55 mmol/L | Mišićna slabost, mišićna bol, simptomi CNS kao dezorijentacija, zbunjenost, konvulzije, koma, respiratorna insuficijencija sa metaboličkom acidozom Akutni sindrom lize tumora i terminalni stadijum insuficijencije bubrega |
| Ca (ukupni kalcijum)       | < 1.65 mmol/L > 3.50 mmol/L | 2.20 - 2.60 mmol/L 2.20 - 2.60 mmol/L | Hipokalcemična tetanija Rizik od hiperkalcemične krize, metabolička encefalopatija i gastrointestinalni problemi |
| Ca++ (jonizovani kalcijum) | < 0.78 mmol/L > 1.60 mmol/L | 1.18 - 1.29 mmol/L 1.18 - 1.29 mmol/L | Hipokalcemična tetanija Rizik od hiperkalcemične krize, metabolička encefalopatija i gastrointestinalni problemi |
| Cl (hloridi)               | < 75 mmol/L > 125 mmol/L    | 98 - 106 mmol/L                       | Metabolička alkaloza Masivna primarna metabolička acidoza ili pseudohiperhloremija (intoksikacija bromidima) |
| Mg (magnezijum)            | < 0.41 mmol/L > 5.0 mmol/L  | 0.70 – 1.15 mmol/L 0.70 - 1.15 mmol/L | Parestezija, grč, iritabilnost i atetoidna tetanija; srčana aritmija zajedno sa hipokalemijom; aritmija se pojačava delovanjem digitalisa Smanjeni prenos neuromuskularnih impulsa; sedacija, hipoventilacija s respiratornom acidozom, mišićnom slabošću i smanjenjem refleksa tetiva Parametar Kritična vrednost Referentna vrednost |
| Na (natrijum)              | < 120 mmol/L > 160 mmol/L   | 135 - 145 mmol/L 135 - 145 mmol/L     | Poremećaji u toničnosti uzrokovane poremećajem mehanizma ADH-žeĎ, apsorpcije vode ili sposobnosti bubrega da koncentriše ili razblažuje urin Poremećaji u CNS; dezorijentacija i povećana neuromuskularna nadražljivost |
| K (kalijum)                | < 2.8 mmol/L > 6.2 mmol/L   | 3.5 - 5.1 mmol/L 3.5 - 5.1 mmol/L     | Neuromuskulatorni simptomi; opšta slabost skeletne muskulature; potpuna paraliza; srčani arest; promene u EKG-u Poremećaji srčanog ritma; slabost skeletnih mišića može dovesti do paralize respiratornih mišića |

### Acido-bazni status
| Parametar         | Kritična vrednost                   | Referentna vrednost                         | Napomena |
| ----------------- | ----------------------------------- | ------------------------------------------- | --- |
| pCO2              | < 2.5 kPa > 8.9 kPa                 | 4.3 — 6.1 kPa                               | Hiperventilacija Hipoventilacija |
| pO2               | < 5.7 kPa                           | 9.5 — 13.9 kPa                              | Odgovara zasićenju hemoglobina kiseonikom manjem od 80%; opasno po život |
| Osmolalitet       | < 240 mOsm/kg H2O > 330 mOsm/kg H2O | 275 — 295 mOsm/kg H2O 275 — 295 mOsm/kg H2O | Celularni edem; povećani volumen ćelija; razvoj neurološko-psihijatrijskih simptoma Gubitak ćelijske tečnosti i intracelularno povećanje osmotski aktivnih materija i koje ne prolaze ćelijsku membranu; simptomi oštećenja centralnog nervnog sistema i koma |
| Osmolarna razlika | > 10 mOsm/kg H2O                    | < 10 mOsm/kg H2O                            | Intoksikacija neelektrolitima koji povećavaju osmolalnost plazme kao što su etanol, metanol, etilenglikol, izopropanol i dihlorometan |
| Anjonska razlika  | > 20 mmol/L                         | < 11 mmol/L                                 | Ketoacidoza ili laktacidoza, uremija, konzumiranje alkohola, intoksikacija salicilatima, trovanje metanolom ili etilenglikolom |
| pH                | < 7.2 > 7.6                         | 7.37 — 7.45                                 | Karakteristične za jaku dekompenzovanu acidozu ili alkalozu. Vrednosti < 7.2 i > 7.6 su opasne po život. |

### Tireoidni hormoni i lekovi
| Parametar    | Kritična vrednost        | Referentna vrednost | Napomena |
| ------------ | ------------------------ | ------------------- | --- |
| Digoksin     | > 2.56 nmol/L (2.0 µg/L) | 0.51 - 1.92 nmol/L  | Nekardijalni simptomi kao umor, mišićna slabost, mučnina, povraćanje, letargija, glavobolja i srčani simptomi kao što su sinusna aritmija, bradikardija i različiti stepeni AV bloka |
| Digitoksin   | > 52 nmol/L (40 µg/L)    | 13.1 - 39.2 nmol/L  | Nekardijalni simptomi kao umor, mišićna slabost, mučnina, povraćanje, letargija, glavobolja i srčani simptomi kao što su sinusna aritmija, bradikardija i različiti stepeni AV bloka |
| Slobodni fT4 | > 45 pmol/L              | 9.1- 23.8 pmol/L    | Tirotoksikoza. Mogući uzroci su: Graves-ova bolest, trofoblastni tumor, hiperfunkcionalni adenom, toksična nodularna guša i u retkim slučajevima prekomernog stvaranja TSH           |
| Ukupni T3    | > 46 nmol/L              | 1.21 - 2.29 nmol/L  | Tirotoksikoza. Mogući uzroci su: Graves-ova bolest, trofoblastni tumor, hiperfunkcionalni adenom, toksična nodularna guša i u retkim slučajevima prekomernog stvaranja TSH           |

### Kvalitativni laboratorijski rezultati
| Parametar                                        | Rezultati |
| ------------------------------------------------ | --- |
| Cerebrospinalna tečnost                          | - Povećan broj ćelija — Leukocitoza, tumorske ćelije - Koncentracija glukoze — značajno niža od koncentracije u serumu - Laktat — >2.2 mmol/L - Otkriveni patogeni bojenjem po Gramu ili aglutinacionim testom          |
| Urin                                             | - Jako pozitivna reakcija test-trake na glukozu i aceton - Eritrocitni cilindri ili >50% dismorfnih eritrocita - Jaka hemoglobinurija (nema eritrocita u mikroskopskom pregledu) - Otkrivene supstance zavisnosti-droge |
| Diferencijalna krvna slika-razmaz periferne krvi | - Leukemoidna reakcija - Sumnja na leukemiju - Sumnja na aplastičnu krizu - Srpaste ćelije - Paraziti malarije |

### Neonatalne analize
Kritične vrednosti za neonatalne pacijente
| Parametar        | Kritična vrednost               | Tumačenje |
| ---------------- | ------------------------------- | --- |
| Glukoza          | - < 1.7 mmol/l - > 18.0 mmol/l  | - Urođeni metabolički poremećaj; hiperinsulinizam zbog diabetesa mellitusa majke.Koncentracije glukoze <1,3 mmol/L treba tretirati parenteralnom primenom glukoze - Hitno razjasniti uzrok        |
| Hematokrit - HCT | - < 0.330 (L/L) - > 0.710 (L/L) | - Anemija sa neadekvatnom snabdevenošću tkiva kiseonikom. - Hiperviskoznost krvi sa povećanim cirkulatornim otporom                                                                               |
| Hemoglobin       | - < 85 g/l - > 230 g/l          | - Rizik od višeorganskog otkazivanja, naročito uz kombinaciju ishemije i hipoksije - Abnormalna kinetika protoka (hiperviskoznost) sa povećanim otporom cirkulacije i povećanim opterećenjem srca |
| IgM              | - > 0.2 g/L                     | - Koncentracija IgM u krvi pupčane vrpce iznad granice može biti povezana s intraruterinom infekcijom                                                                                             |
| Kalijum          | - < 2.6 mmol/L - ≥ 7.7 mmol/L   | - Neuromuskularni simptomi sa hiporefleksijom i paralizom respiratornih mišića - Poremečaji srčanog ritma, slabost skeletnih mišića i respiratorna paraliza                                       |
| Broj leukocita   | - < 5 x 109/L - > 25 x 109/L    | - Vrednosti ispod i iznad tih granica mogu ukazivati na neonatalnu sepsu. |
| pO2              | - 4.9 kPa                       | - Pad zasićenja hemoglobina kiseonikom ispod 85% |
| Broj trombocita  | - < 100 x 109/L                 | - Ako je taj broj nađen u novorođenčadi sa normalnom telesnom težinom, treba otkriti uzrok. Granica za novoroĎenčad sa poroĎajnom težinom ispod 2500 g je 50 x 109/L                              |

## Greške u postupcima i tumačenju
Najćešće greške u postupanju i tumačenju laboratorijskih kritičnih vrednosti na primeru Republike Srbije ukazuju na najčešće greške koje mogu nastati na sledećim nivoima:
U laboratoriji
Unutar laboratorije u post-analitičkoj fazi najčešće nastaju ove greške:
- Pogrešno uneti/upisani rezultati (LIS/manuelno)
- Pogrešna validacija rezultata
- Referentne vrednosti, cut off vrednosti, decisional limits
- Pogrešno izdati rezultati
- Ne saopštavanje kritičnih vrednosti (ne evidentiranje)
- Ne izdavanje hitnih zahteva
- Pogrešan /nedostatak interpret — komentara

Van laboratorije
Van laboratorije u post-post—analitičkoj fazi mogu nastati sledeće greške:
- Odložen prijem rezultata
- Propuštena/pogrešna interpretacija
- Neodgovarajuća dalja klinička odluka
- Neodgovarajuća dalja konsultacija.

## Literatura
- Howanitz, J (2001). „H. and P. J. Howanitz . Laboratory results: timeliness as a quality attribute and strategy”. Am J Clin Pathol. 116 (3): 311—315. PMID 11554156. doi:10.1309/H0DY-6VTW-NB36-U3L6.. [Crossref] [Medline] [Google Scholar]
- Lundberg, G. D. When to panic over abnormal values. Med Lab Observer 1972. 4:47–54. [Google Scholar]
- Lundberg, G. D. Managing the Patient-Focused Laboratory. Oradell, NJ: Medical Economics Books; 1975. [Google Scholar]
- Murphy, J. and J. B. Henry . Effective utilization of clinical laboratories. Hum Pathol 1978. 9:625–633. [Crossref] [Google Scholar]
- Lundberg, G. D. Critical (panic) value notification: an established laboratory practice policy (parameter). JAMA 1990. 263:709. [Crossref] [Google Scholar]
- Clinical Laboratory Improvement Amendments of 1988: final rule (42 CFR Part 405, et al), 57 Federal Register 7001–7186 (1992). [Google Scholar]
- Rabinovitch, A. The College of American Pathologists (CAP) Laboratory Accreditation Checklists. Northfield, Ill: College of American Pathologists; 2000. [Google Scholar]
- Hobbs, G. A. , S. A. Jortani , and R. Valdes . Implementation of a successful on-call system in clinical chemistry. Clin Chem 1997. 108:556–563. [Google Scholar]
- Kost, G. J. Critical limits for urgent clinician notification at US medical centers. JAMA 1990. 263:704–707. [Crossref] [Medline] [Google Scholar]
- Kost, G. J. Critical limits for emergency clinician notification at US children's hospitals. Pediatrics 1991. 88:597–603. [Google Scholar]
- Lum, G. Critical limits (alert values) for physician notification: universal or medical center specific limits? Ann Clin Lab Sci 1998. 28:261–271. [Google Scholar]
- Emancipator, K (1997). „Critical values: ASCP practice parameter”. Am J Clin Pathol. 108 (3): 147—153. PMID 9291451. doi:10.1093/ajcp/108.3.247.. [Google Scholar]
- Lum, G. Evaluation of a laboratory critical limit (alert value) policy for hypercalcemia. Arch Pathol Lab Med 1996. 120:633–636. [Google Scholar]
- Kost, G. J. The challenges of ionized calcium cardiovascular management and critical limits. Arch Pathol Lab Med 1987. 111:932–934. [Google Scholar]
- Kost, G. J. , M. A. Jammal , R. E. Ward , and A. M. Safwat (1986). „Monitoring of ionized calcium during human hepatic transplantation: critical values and their relevance to cardiac and hemodynamic management”. Am J Clin Pathol. 86 (1): 61—70. PMID 3524194. doi:10.1093/ajcp/86.1.61.. [Google Scholar]
- Bigger, J. T (1994). „Jr Diuretic therapy, hypertension, and cardiac arrest”. N Engl J Med. 330 (26): 1899—1900. PMID 8196736. doi:10.1056/NEJM199406303302613.. [Crossref] [Google Scholar]
- Wong, K. C. , P. G. Schafer , and J. R. Schultz . Hypokalemia and anesthetic implications. Anesth Analg 1993. 77:1238–1260. [Crossref] [Google Scholar]
- Bissell, M. G. Laboratory-Related Measures of Patient Outcomes: An Introduction. Washington, DC: AACC Press; 2000. [Google Scholar]
- Howanitz, P. J. Quality assurance measurements in departments of pathology and laboratory medicine. Arch Pathol Lab Med 1990. 114:112–115. [Google Scholar]
- Hortin, G. L. and G. Csako . Critical values, panic values or alert values? [letter]. Am J Clin Pathol 1990. 109:496–497. [Google Scholar]
- Tate, K. E. and R. M. Gardner . Computers, quality and the clinical laboratory: a look at critical value reporting. Ann Symp Comp Appl Med Care. 1993;193–197. [Google Scholar]
- Catrou, P. G. How critical are critical values? Am J Clin Pathol 1997. 108:245–246. [Google Scholar]
- Shabot, M. M. , M. LoBue , B. J. Leyerle , and S. B. Dublin . Decision support alerts for clinical laboratory and blood gas data. Int Clin Monitor Comput. 1990;27–31. [Google Scholar]
- Steindel, S. J. , W. J. Rauch , M. K. Simon , and J. Handsfield . National Inventory of Clinical Laboratory Testing Services (NICLTS): development and test distribution for 1996. Arch Pathol Lab Med 2000. 124:1201–1208. [Abstract] [Google Scholar]

## Spoljašnje veze
- Policy VI-14 Clinical Laboratory Critical Value Immediate Notification Policy (језик: енглески)

|  | Molimo Vas, obratite pažnju na važno upozorenje u vezi sa temama iz oblasti medicine (zdravlja). |